# Gratiola graniticola
Gratiola graniticola är en grobladsväxtart som beskrevs av D.Estes. Gratiola graniticola ingår i släktet jordgallor, och familjen grobladsväxter. Inga underarter finns listade i Catalogue of Life.